# Siyyan Himar
Siyyan Himar är ett par små öar cirka 4 kilometer utanför Djiboutis kust i sundet Bab al-Mandab. Öarna, som är delar av ett rev, når endast 1,8 meters höjd och ligger ungefär 100 meter från varandra. De ligger i regionen Obock, i den nordöstra delen av landet, 100 km norr om huvudstaden Djibouti. Närmaste större samhälle är Khor Angar, 15 km söder om Siyyân H̱imâr. 